# Faro Beauvoir
El Faro Beauvoir es un faro no habitado de la Armada Argentina que se encuentra en la ubicación 47°45′10.17″S 65°53′33.74″O / -47.7528250, -65.8927056  en la margen norte de la ría Deseado. Tiene como particularidad que el faro constituye la torre de la Iglesia Nuestra Señora de la Guardia de la ciudad de Puerto Deseado, en el Departamento Deseado de la Provincia de Santa Cruz, Patagonia Argentina.
Se trata de un faro giratorio que se encuentra conectado a la red de electricidad urbana de la iglesia y cuyo alcance nominal es de 19 millas náuticas. La altura de la torre es de 27 metros. Fue inaugurado el 23 de octubre de 1980, para reemplazar  al faro de la isla Pingüino,  el cual se encuentra en una isla de difícil acceso.
El nombre del faro fue dado en honor al Reverendo Padre José María Beauvoir (Giuseppe Maria Beauvoir), un sacerdote misionero salesiano nacido en 1850 y fallecido en 1930 que desarrolló su tarea en la Patagonia. Hasta el momento, es el faro más reciente de la Argentina. 